# Camille Crémer

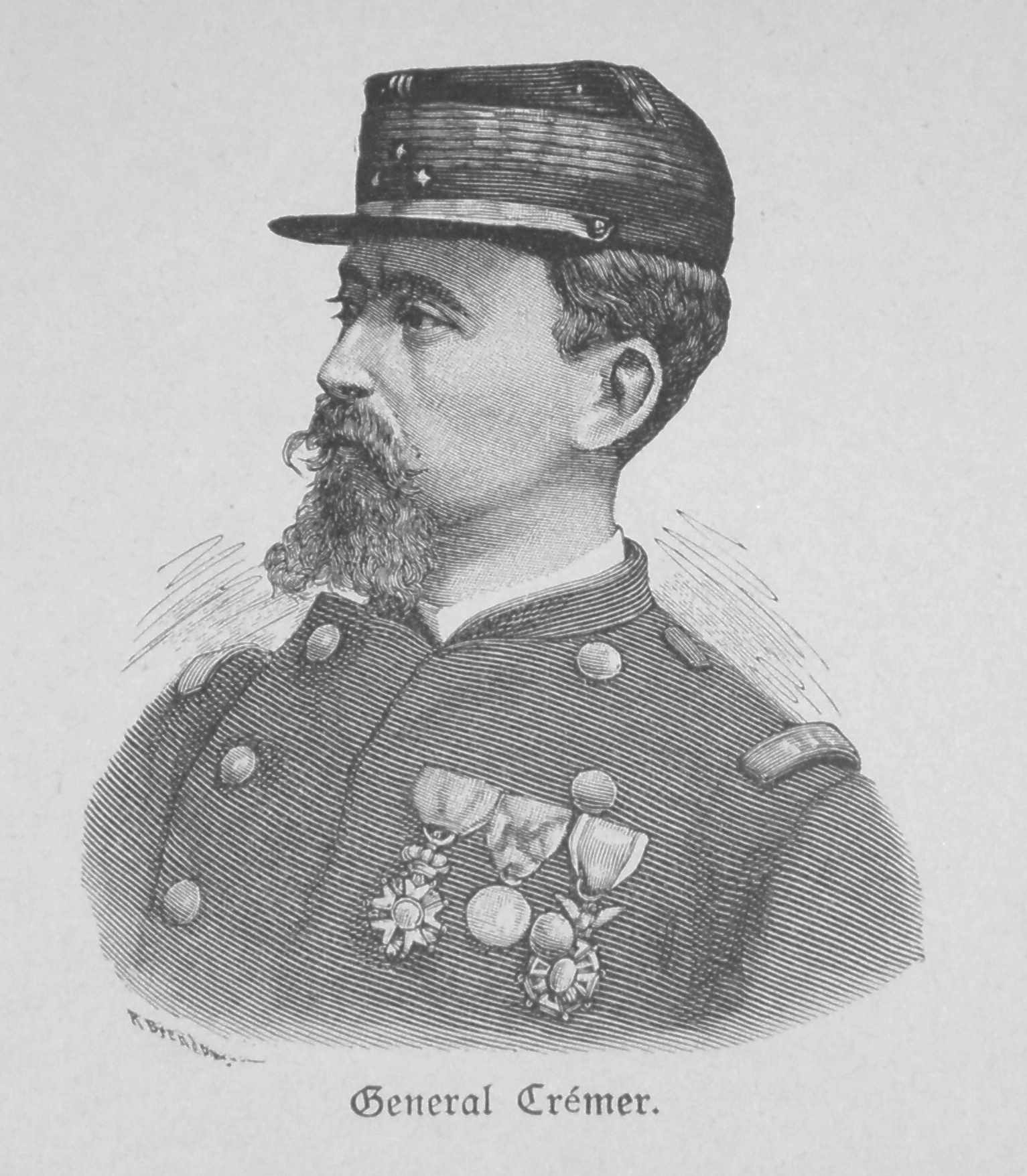
General Crémer

Camille Crémer [kaˈmij kʀeˈmɛːʀ] (* 6. August 1840 in Saargemünd; † 2. April 1876) war französischer General.

## Leben
Er trat 1857 in die Militärschule Saint-Cyr ein, machte den Feldzug in Mexiko als Lieutenant eines Zuavenregiments mit, wurde 1866 Capitaine im Generalstab und stand im Deutsch-Französischen Krieg von 1870/71 als Adjutant des Generals Clinchant im 3. Armeekorps der Rheinarmee, mit der er bei Metz kämpfte und bei der Kapitulation Ende Oktober gefangen genommen wurde. Auf sein Ehrenwort, nicht gegen Deutschland weiterzudienen, wurde er aus der Gefangenschaft entlassen. Er begab sich zur Delegation nach Tours und erhielt mit dem Rang eines Général de division das Kommando über ein im Osten von Frankreich aus Mobilgarden neugebildetes Korps von 10.000 Mann, mit dessen Übernahme er sein Ehrenwort brach.
Er entwickelte im östlichen Burgund eine rege Tätigkeit und bewies im Gefecht bei Nuits am 18. Dezember Tapferkeit und Feldherrngeschick. Rücksichtslos und fanatisch in seinem Patriotismus, ließ er einen unschuldigen Krämer aus Dijon als preußischen Spion erschießen. Darauf schloss er sich an die Armee Bourbakis an und versuchte in der Schlacht an der Lisaine (15. Januar 1871) vergeblich die rechte Flanke der Deutschen zu umgehen.
Bei dem Übertritt der Ostarmee in die Schweiz ließ Crémer seine Infanterie und seine Kanonen, die zerstört wurden, in Stich und entkam mit seiner Reiterei. Die Pariser Kommune trug ihm das Oberkommando über die Pariser Streitkräfte an, aber er schlug es aus und verließ Paris. Er erreichte stattdessen die Freilassung des in die Gewalt der Commune geratenen Generals Chanzy.
Die Kommission, welche die Rechtmäßigkeit der seit 4. September 1870 verliehenen Offizierstitel zu untersuchen hatte, erkannte ihn nur als Chef de bataillon an. Infolgedessen nahm er mit unbotmäßigen Ausdrücken seine Entlassung und wurde darauf abgesetzt, auch wegen jener Erschießung eines unschuldigen Mannes 1872 kriegsgerichtlich zu einem Monat Gefängnis verurteilt. Er starb am 2. April 1876.